# Бортяхівка
Бортяхі́вка — село в Україні, у Луцькому районі Волинської області. Входить до складу Рожищенської міської громади. Населення становить 362 осіб.

## Історія
Вперше село згадується в 1568 році у скарзі пана Миколи Харленського на княгиню Анну Соколинську. У справі йдеться про грабунок частини маєтку Любче та навколишніх сіл, що належали пану Харленському, з боку підданих княгині. В той час село мало назву Невольне (Невільне, Невульне). Етимологія цієї назви вивчена недостатньо.
З XVI по кінець XVIII століття село входило до Луцького повіту Волинського воєводства Речі Посполитої. Після поділів Польщі Невільне входить до складу Щуринської волості Волинської губернії Російської імперії. Відомо, що в кінці ХІХ століття у селі було 19 дворів у яких мешкав 131 житель.
У період Першої світової війни Невільне попало у зону активних бойових дій влітку 1916 року. Під час так званого Луцького або Брусиловського прориву, що здійснювали війська південно-західного фронту в районі села діяла 8 російська армія під керівництвом генерала О. М. Каледіна, якій протистояла 4 австро-угорська армія. В час наступу російських військ район Бортяхівки був зайнятий бійцями 39 армійського корпусу 8 армії.
Після розпаду Російської імперії і радянсько-польської війни 1920 р. Невільне ввійшло до складу Польщі аж до 1939 року, ставши частиною Щуринської гміни Луцького повіту. Після анексії Радянським Союзом східної частини Польщі, село стає невід'ємною частиною України. Нова назва села — Бортяхівка, була дана радянською владою. Назва запозичена від урочища Бортяхове, яке знаходиться на південь від села. За версією В. Шульгача, назва походить від антропоніма Бортях (сучасне прізвище Бортяк, яке поширене на Рівненщині).
Археологічна картина досить бідна. У О. Цинкаловського є інформація про наявність однієї пам'ятки археології — кургану невідомого часу, що знаходиться неподалік села. Під час археологічних розвідок 2017 року науковцями Волинського краєзнавчого музею місце розташування кургану було локалізоване у південній околиці села. Курган частково зруйнований, імовірно належить до епохи бронзи, має висоту до 1,5 метрів, діаметр понад 20 м. Ще одна пам'ятка археології знаходиться біля господарського двору, належить до періоду Речі Посполитої. Приблизна площа пам'ятки 1 га, на її поверхні трапляються фрагменти димленої та полив'яної кераміки XVI—XVIII століття.

## Населення
Згідно з переписом УРСР 1989 року чисельність наявного населення села становила 335 осіб, з яких 153 чоловіки та 182 жінки.
За переписом населення України 2001 року в селі мешкало 356 осіб. 100 % населення вказало своєю рідною мовою українську мову.